# Howard Aiken
Howard Hathaway Aiken (Nova Jérsei, 8 de março de 1900 — St. Louis, 14 de março de 1973) foi um pioneiro da computação, sendo o engenheiro principal no desenvolvimento do computador Harvard Mark I da IBM. O primeiro computador eletromecânico.

## Carreira
Howard estudou na Universidade de Wisconsin-Madison, e posteriormente obteve grau de doutor em Física pela Universidade de Harvard em 1939. Nesta época descobriu equações diferenciais que pode resolver somente de forma numérica. Projetou um dispositivo eletromecânico de computação que automatizou seu trabalho. O computador foi originalmente chamado 'Automatic Sequence Controlled Calculator' (ASCC), e posteriormente renomeado para Harvard Mark I. Com a ajuda de Grace Hopper e o patrocínio da IBM, a máquina foi completada em 1944. Em 1947 Aiken completou seu trabalho no computador Harvard Mark II. Continuou o trabalho em versões posteriores do computador, como o Mark III e o Harvard Mark IV. A terceira versão usava alguns componentes eletrônicos, enquanto a quarta era totalmente eletrônica.
Em 1964 Aiken recebeu o prêmio Harry H. Goode Memorial Award, e em 1970 a Medalha Edison IEEE, por "uma carreira de méritos pelas contribuições pioneiras para o desenvolvimento e aplicação de computadores digitais de larga escala, e importantes contribuições para a educação na área de computação digital".